# Robert Charles Sands
Pour les articles homonymes, voir Sands.
Robert Charles Sands, né le 11 mai 1799 à Flatbush (Brooklyn) et mort le 17 décembre 1832 à Hoboken dans le New Jersey, est un nouvelliste et poète américain. Son poème le plus connu est Yamoyden.

## Œuvres
- The bridal of Vaumond (1817)
- Yamoyden, a tale of the wars of King Philip, in six cantos (1820)